# داستان‌های آشپزخانه
داستان‌های آشپزخانه (نروژی: Salmer fra Kjøkkenet) فیلمی در ژانر کمدی و درام به کارگردانی بنت هامر است که در سال ۲۰۰۳ منتشر شد. از بازیگران آن می‌توان به بیورن فلوبرگ اشاره کرد.